# GE Capital Aviation Services
GECAS (GE Capital Aviation Services) è una società di finanziamento e leasing di aviazione commerciale. È la più grande società di leasing di compagnie aeree commerciali al mondo per numero di aeromobili. GECAS è una sussidiaria di GE Capital, il braccio finanziario del conglomerato General Electric. L'azienda offre molti servizi finanziari per l'aviazione, tra cui leasing di aeromobili, prestito di aeromobili, leasing di motori, gestione delle risorse e consulenza aeronautica. In termini di leasing di aeromobili, GECAS acquista aeromobili da produttori come Airbus e Boeing, quindi li affitta alle compagnie aeree, in genere per circa otto anni e di solito con contratti di noleggio dry lease. GECAS offre anche leaseback di acquisto. L'azienda ha due sedi centrali globali situate a Shannon nella contea di Clare, in Irlanda e Norwalk nel Connecticut, negli Stati Uniti. L'azienda ha oltre 575 dipendenti e 26 uffici in tutto il mondo.
GECAS ha una flotta di oltre 1.970 aeromobili, utilizzati da 270 clienti in oltre 75 paesi. Il principale concorrente di GECAS è AerCap, sebbene altre società come Air Lease Corporation, Aviation Capital Group, BBAM e SMBC Aviation Capital siano aziende del settore finanziario dell'aviazione. GE Aviation, un'altra controllata di GE, fa parte della joint venture CFM International con Safran. In precedenza, GECAS aveva una politica di selezione esclusiva di motori GE per il 99% dei suoi aerei di linea e aveva solo otto B757 con Pratt & Whitney o Rolls-Royce. Poiché l'Airbus A350 XWB non aveva selezionato motori GE, GECAS non lo avrebbe ordinato senza la richiesta da parte di una compagnia aerea; finché ha locato il primo A350 verso Qatar Airways. GECAS noleggia anche il Bombardier Q400 e l'ATR 72 con motori Pratt & Whitney.

## Storia
Nel 1967, GE Credit Corporation (GECC), ora GE Capital, ha firmato il suo primo contratto di locazione per il trasporto aereo con Allegheny Airlines, concedendo in locazione 3 DC9-30 all'operatore con sede a Pittsburgh. Nel 1981, GECC ha iniziato a coinvestire con istituti di credito britannici in leasing di aeromobili. Due anni dopo, GECC ha completato il suo primo contratto di locazione non statunitense con il vettore aereo Swissair. GECC ha acquistato la Polaris Aircraft Leasing Corporation con sede in California nel 1986 e nel 1989 ha acquistato la Chemical Bank. GECAS è stata ufficialmente costituita nel 1993 per gestire gli asset acquistati dalla Guinness Peat Aviation con sede in Irlanda, la GECC Transportation & Industrial's Aviation Group e la Polaris Aircraft Leasing. Nel 1996, la società possedeva la più grande flotta in leasing del mondo mentre nel 1999, GECAS ha aggiunto il leasing di motori alla sua offerta di servizi.
Nel 2000, GECAS ha acquisito PK AirFinance per offrire prestiti di aerei. Nello stesso anno, la società è entrata nel mercato dei jet regionali e dei widebody con il suo primo ordine per il Boeing 777. Nel 2002, l'azienda ha avviato le conversioni di alcuni aerei in cargo per massimizzare ulteriormente la durata dei suoi aeromobili. Nel 2010, GECAS ha acquisito AviaSolutions, la quale offriva consulenza nel settore dell'aviazione mentre nel 2015, la società ha rilevato Milestone Aviation Group con sede in Irlanda per aggiungere elicotteri e aerei ad elica al suo portafoglio di leasing.
Nel 2016, GECAS è stato classificato come "World's Top Lessor" da AirFinance Journal e dalle riviste di aviazione. Nel settembre 2018, GE ha assunto Goldman Sachs per rivedere la strategia di GECAS poiché il valore del suo portafoglio era sceso dal 2012 da $ 34,1 a $ 23,6 miliardi, valutando una vendita completa o una scissione di società.
Nel marzo 2021, AerCap ha acquisito GECAS da General Electric per 24 miliardi di dollari e il 46% della società che nascerà dalla fusione delle due aziende. AerCap otterrà circa 34 miliardi di dollari in asset netti, tra cui aerei, elicotteri e motori ed oltre 400 lavoratori. A seguito dell'accordo, General Electric intende utilizzare i proventi della transazione per ridurre il debito di 30 miliardi di dollari.

## Servizi
GECAS possiede un portafoglio di aerei passeggeri narrowbody e widebody, aerei cargo, jet regionali e velivoli turboelica di produttori come Airbus, Boeing, Embraer, Bombardier e ATR. Attraverso Milestone Aviation Group, GECAS possiede e noleggia anche elicotteri AgustaWestland, Sikorsky e Airbus Eurocopter. I clienti finanziano questi aeromobili attraverso le seguenti offerte GECAS:
- Leasing operativi
- Acquista contratti di lease back
- Prestiti garantiti
- Manutenzione aeromobili

Inoltre, GECAS acquista, noleggia e finanzia motori aeronautici da GE e CFM, nonché dai produttori Rolls-Royce, Pratt & Whitney, IAE e Engine Alliance. GECAS fornisce quanto segue per il suo pool di motori:
- Leasing operativi
- Locazioni a breve termine
- Acquistare contratti di lease back
- Prestiti garantiti
- Sostituzione del motore
- Manutenzione del motore

GECAS distribuisce parti di motori e aeromobili ricertificate attraverso il suo gruppo Asset Management Services. L'azienda mantiene un inventario di parti di aeromobili Airbus, Boeing, Douglas e Bombardier che sono state revisionate, riparate o modificate e distribuisce queste parti da magazzini in Nord America, Europa e Asia. GECAS gestisce anche AviaSolutions, che fornisce servizi di consulenza aeronautica ad aeroporti, investitori e istituzioni finanziarie, governi e compagnie aeree. AviaSolutions fornisce consulenza ai clienti su sviluppo del business, sviluppo di rotte, pianificazione dell'infrastruttura, gestione delle compagnie aeree, regolamenti e vari altri progetti.